# Миминошвили, Нина Зинобиевна
Нина Зинобиевна Миминошвили (1908 год, село Натанеби, Гурийский уезд, Кутаисская губерния, Российская империя — неизвестно, село Натанеби, Махарадзевский район, Грузинская ССР) — колхозница колхоза имени Берия Натанебского сельсовета Махарадзевского района, Грузинская ССР. Герой Социалистического Труда (1949).

## Биография
Родилась в 1908 году в крестьянской семье в селе Натанеби Гурийского района (сегодня — Озургетский муниципалитет). После окончания местной сельской школы трудилась в личном сельском хозяйстве. После начала коллективизации в 1930-х годах трудилась рядовой колхозницей колхоза имени Берия Махарадзевского района (с 1953 года — колхоз села Натанеби Махарадзевского района), председателем которого был Василий Виссаринович Джабуа.
В 1948 году собрала 6584 килограмм сортового зелёного чайного листа на участке площадью 0,5 гектара. Указом Президиума Верховного Совета СССР от 29 августа 1949 года удостоена звания Героя Социалистического Труда за «получение высоких урожаев сортового зелёного чайного листа и цитрусовых плодов в 1948 году» с вручением ордена Ленина и золотой медали «Серп и Молот» (№ 4547).
Этим же Указом званием Героя Социалистического Труда были также награждены труженики колхоза имени Берия агроном Григорий Акакиевич Накаидзе, звеньевые Анна Матвеевна Бабилодзе, Анна Васильевна Гелеква, Зинаида Мелитоновна Джабуа, колхозницы Ольга Барнабовна Тоидзе и Людмила Иосифовна Хурцидзе.
Проживала в родном селе Натанеби Махарадзевского района. С 1968 года — персональный пенсионер союзного значения. Дата её смерти не установлена.
Награды
- Герой Социалистического Труда
- Орден Ленина
- Орден Трудового Красного Знамени (23.07.1951)
- Медаль «За доблестный труд в Великой Отечественной войне 1941—1945 гг.» (06.06.1945)